# Reprezentacja Japonii w koszykówce mężczyzn
Reprezentacja Japonii w koszykówce mężczyzn – zespół koszykarski, reprezentujący Japonię w meczach i sportowych imprezach międzynarodowych, powoływany przez selekcjonera, w którym występować mogą wszyscy zawodnicy posiadający obywatelstwo japońskie, niezależnie od wieku, czy narodowości. Za jej funkcjonowanie odpowiedzialny jest Japoński Związek Koszykówki (日本バスケットボール協会). Sześć razy wystąpiła na Igrzyskach Olimpijskich oraz pięć razy w mistrzostwach świata. Zdobyła dwa razy mistrzostwo Azji.

## Sukcesy

### Mistrzostwa Azji
- 2-krotny mistrz Azji (1965[3], 1971[4])
- 5-krotny wicemistrz Azji (1969[5], 1975[6], 1979[7], 1983[8], 1997[9])
- 7-krotny brązowy medalista mistrzostw Azji (1960[10], 1967[11], 1977[12], 1981[13], 1987[14], 1991[15], 1995[16])

### Igrzyska azjatyckie
- 2-krotny srebrny medalista igrzysk azjatyckich (1951[17], 1962[18])
- 6-krotny brązowy medalista igrzysk azjatyckich (1954[19], 1958[20], 1970[21], 1982[22], 1994[23], 2014[24])

### Igrzyska Azji Wschodniej
- 2-krotny brązowy medalista Igrzyska Azji Wschodniej (2001, 2009)

## Udział w międzynarodowych turniejach
| Udział w Igrzyskach Olimpijskich | Udział w Igrzyskach Olimpijskich | Udział w Igrzyskach Olimpijskich | Udział w Igrzyskach Olimpijskich | Udział w Igrzyskach Olimpijskich | Udział w Igrzyskach Olimpijskich |                         |
| Rok                              | Runda                            | Miejsce                          | M                                | W                                | P                                |                         |
| -------------------------------- | -------------------------------- | -------------------------------- | -------------------------------- | -------------------------------- | -------------------------------- | ----------------------- |
| 1936                             | Trzecia runda                    | 9/23                             | 3                                | 2                                | 1                                |                         |
| 1948                             | Nie brała udziału                | Nie brała udziału                | Nie brała udziału                | Nie brała udziału                | Nie brała udziału                | Nie brała udziału       |
| 1952                             | Nie brała udziału                | Nie brała udziału                | Nie brała udziału                | Nie brała udziału                | Nie brała udziału                | Nie brała udziału       |
| 1956                             | Faza grupowa                     | 10/15                            | 7                                | 3                                | 4                                |                         |
| 1960                             | Faza grupowa                     | 15/16                            | 8                                | 1                                | 7                                |                         |
| 1964                             | Faza grupowa                     | 10/16                            | 9                                | 4                                | 5                                |                         |
| 1968                             | Nie zakwalifikowała się          | Nie zakwalifikowała się          | Nie zakwalifikowała się          | Nie zakwalifikowała się          | Nie zakwalifikowała się          | Nie zakwalifikowała się |
| 1972                             | Faza grupowa                     | 14/16                            | 9                                | 2                                | 7                                |                         |
| 1976                             | Faza grupowa                     | 11/12                            | 7                                | 1                                | 6                                |                         |
| 1980                             | Nie zakwalifikowała się          | Nie zakwalifikowała się          | Nie zakwalifikowała się          | Nie zakwalifikowała się          | Nie zakwalifikowała się          | Nie zakwalifikowała się |
| 1984                             | Nie zakwalifikowała się          | Nie zakwalifikowała się          | Nie zakwalifikowała się          | Nie zakwalifikowała się          | Nie zakwalifikowała się          | Nie zakwalifikowała się |
| 1988                             | Nie zakwalifikowała się          | Nie zakwalifikowała się          | Nie zakwalifikowała się          | Nie zakwalifikowała się          | Nie zakwalifikowała się          | Nie zakwalifikowała się |
| 1992                             | Nie zakwalifikowała się          | Nie zakwalifikowała się          | Nie zakwalifikowała się          | Nie zakwalifikowała się          | Nie zakwalifikowała się          | Nie zakwalifikowała się |
| 1996                             | Nie zakwalifikowała się          | Nie zakwalifikowała się          | Nie zakwalifikowała się          | Nie zakwalifikowała się          | Nie zakwalifikowała się          | Nie zakwalifikowała się |
| 2000                             | Nie zakwalifikowała się          | Nie zakwalifikowała się          | Nie zakwalifikowała się          | Nie zakwalifikowała się          | Nie zakwalifikowała się          | Nie zakwalifikowała się |
| 2004                             | Nie zakwalifikowała się          | Nie zakwalifikowała się          | Nie zakwalifikowała się          | Nie zakwalifikowała się          | Nie zakwalifikowała się          | Nie zakwalifikowała się |
| 2008                             | Nie zakwalifikowała się          | Nie zakwalifikowała się          | Nie zakwalifikowała się          | Nie zakwalifikowała się          | Nie zakwalifikowała się          | Nie zakwalifikowała się |
| 2012                             | Nie zakwalifikowała się          | Nie zakwalifikowała się          | Nie zakwalifikowała się          | Nie zakwalifikowała się          | Nie zakwalifikowała się          | Nie zakwalifikowała się |
| 2016                             | Nie zakwalifikowała się          | Nie zakwalifikowała się          | Nie zakwalifikowała się          | Nie zakwalifikowała się          | Nie zakwalifikowała się          | Nie zakwalifikowała się |
| 2020                             | Gospodarz                        | Gospodarz                        | Gospodarz                        | Gospodarz                        | Gospodarz                        | Gospodarz               |
| Razem                            | Razem                            | Razem                            | 43                               | 13                               | 30                               |                         |

| Udział w Mistrzostwach Świata | Udział w Mistrzostwach Świata | Udział w Mistrzostwach Świata | Udział w Mistrzostwach Świata | Udział w Mistrzostwach Świata | Udział w Mistrzostwach Świata |                         |
| Rok                           | Runda                         | Miejsce                       | M                             | W                             | P                             |                         |
| ----------------------------- | ----------------------------- | ----------------------------- | ----------------------------- | ----------------------------- | ----------------------------- | ----------------------- |
| 1950                          | Nie zakwalifikowała się       | Nie zakwalifikowała się       | Nie zakwalifikowała się       | Nie zakwalifikowała się       | Nie zakwalifikowała się       | Nie zakwalifikowała się |
| 1954                          | Nie zakwalifikowała się       | Nie zakwalifikowała się       | Nie zakwalifikowała się       | Nie zakwalifikowała się       | Nie zakwalifikowała się       | Nie zakwalifikowała się |
| 1959                          | Nie zakwalifikowała się       | Nie zakwalifikowała się       | Nie zakwalifikowała się       | Nie zakwalifikowała się       | Nie zakwalifikowała się       | Nie zakwalifikowała się |
| 1963                          | Faza grupowa                  | 13/14                         | 8                             | 1                             | 7                             |                         |
| 1967                          | Faza grupowa                  | 11/13                         | 8                             | 2                             | 6                             |                         |
| 1970                          | Nie zakwalifikowała się       | Nie zakwalifikowała się       | Nie zakwalifikowała się       | Nie zakwalifikowała się       | Nie zakwalifikowała się       | Nie zakwalifikowała się |
| 1974                          | Nie zakwalifikowała się       | Nie zakwalifikowała się       | Nie zakwalifikowała się       | Nie zakwalifikowała się       | Nie zakwalifikowała się       | Nie zakwalifikowała się |
| 1978                          | Nie zakwalifikowała się       | Nie zakwalifikowała się       | Nie zakwalifikowała się       | Nie zakwalifikowała się       | Nie zakwalifikowała się       | Nie zakwalifikowała się |
| 1982                          | Nie zakwalifikowała się       | Nie zakwalifikowała się       | Nie zakwalifikowała się       | Nie zakwalifikowała się       | Nie zakwalifikowała się       | Nie zakwalifikowała się |
| 1986                          | Nie zakwalifikowała się       | Nie zakwalifikowała się       | Nie zakwalifikowała się       | Nie zakwalifikowała się       | Nie zakwalifikowała się       | Nie zakwalifikowała się |
| 1990                          | Nie zakwalifikowała się       | Nie zakwalifikowała się       | Nie zakwalifikowała się       | Nie zakwalifikowała się       | Nie zakwalifikowała się       | Nie zakwalifikowała się |
| 1994                          | Nie zakwalifikowała się       | Nie zakwalifikowała się       | Nie zakwalifikowała się       | Nie zakwalifikowała się       | Nie zakwalifikowała się       | Nie zakwalifikowała się |
| 1998                          | Faza grupowa                  | 14/16                         | 5                             | 1                             | 4                             |                         |
| 2002                          | Nie zakwalifikowała się       | Nie zakwalifikowała się       | Nie zakwalifikowała się       | Nie zakwalifikowała się       | Nie zakwalifikowała się       | Nie zakwalifikowała się |
| 2006                          | Faza grupowa                  | 17/24                         | 5                             | 1                             | 4                             |                         |
| 2010                          | Nie zakwalifikowała się       | Nie zakwalifikowała się       | Nie zakwalifikowała się       | Nie zakwalifikowała się       | Nie zakwalifikowała się       | Nie zakwalifikowała się |
| 2014                          | Nie zakwalifikowała się       | Nie zakwalifikowała się       | Nie zakwalifikowała się       | Nie zakwalifikowała się       | Nie zakwalifikowała się       | Nie zakwalifikowała się |
| 2019                          | Faza grupowa                  | 31/32                         | 5                             | 0                             | 5                             |                         |
| 2023                          | Współgospodarz                | Współgospodarz                | Współgospodarz                | Współgospodarz                | Współgospodarz                | Współgospodarz          |
| Razem                         | Razem                         | Razem                         | 31                            | 5                             | 26                            |                         |

| Mistrzostwa Azji / Puchar Azji | Mistrzostwa Azji / Puchar Azji | Mistrzostwa Azji / Puchar Azji | Mistrzostwa Azji / Puchar Azji | Mistrzostwa Azji / Puchar Azji |
| Rok                            | Pozycja                        | M                              | W                              | P                              |
| ------------------------------ | ------------------------------ | ------------------------------ | ------------------------------ | ------------------------------ |
| 1960                           | 3. miejsce                     | 9                              | 5                              | 4                              |
| 1963                           | Nie brała udziału              | Nie brała udziału              | Nie brała udziału              | Nie brała udziału              |
| 1965                           | Mistrz                         | 9                              | 8                              | 1                              |
| 1967                           | 3. miejsce                     | 9                              | 7                              | 2                              |
| 1969                           | Wicemistrz                     | 8                              | 7                              | 1                              |
| 1971                           | Mistrz                         | 8                              | 8                              | 0                              |
| 1973                           | 4. miejsce                     | 10                             | 6                              | 4                              |
| 1975                           | Wicemistrz                     | 8                              | 7                              | 1                              |
| 1977                           | 3. miejsce                     | 9                              | 7                              | 2                              |
| 1979                           | Wicemistrz                     | 8                              | 7                              | 1                              |
| 1981                           | 3. miejsce                     | 7                              | 5                              | 2                              |
| 1983                           | Wicemistrz                     | 7                              | 5                              | 2                              |
| 1985                           | 5. miejsce                     | 6                              | 5                              | 1                              |
| 1987                           | 3. miejsce                     | 8                              | 6                              | 2                              |
| 1989                           | 4. miejsce                     | 7                              | 4                              | 3                              |
| 1991                           | 3. miejsce                     | 8                              | 5                              | 3                              |
| 1993                           | 7. miejsce                     | 6                              | 3                              | 3                              |
| 1995                           | 3. miejsce                     | 9                              | 7                              | 2                              |
| 1997                           | Wicemistrz                     | 7                              | 4                              | 3                              |
| 1999                           | 5. miejsce                     | 7                              | 5                              | 2                              |
| 2001                           | 6. miejsce                     | 6                              | 2                              | 4                              |
| 2003                           | 6. miejsce                     | 7                              | 3                              | 4                              |
| 2005                           | 5. miejsce                     | 8                              | 5                              | 3                              |
| 2007                           | 8. miejsce                     | 8                              | 4                              | 4                              |
| 2009                           | 10. miejsce                    | 8                              | 3                              | 5                              |
| 2011                           | 7. miejsce                     | 9                              | 5                              | 4                              |
| 2013                           | 9. miejsce                     | 7                              | 3                              | 4                              |
| 2015                           | 4. miejsce                     | 9                              | 5                              | 4                              |
| 2017                           | 9. miejsce                     | 4                              | 2                              | 2                              |
| Razem                          | Razem                          | 216                            | 143                            | 73                             |

## Zawodnicy

### Obecny skład
Następujący koszykarze zostali powołani przez selekcjonera Julio Lamasa na mecz eliminacji pucharu Azji z Chińskim Tajpej (21.02.2020):
Japonia
| Nr | Poz. | Nazwisko i imię    | Data urodzenia | Klub                    | Wzrost | Masa ciała |
| -- | ---- | ------------------ | -------------- | ----------------------- | ------ | ---------- |
| 1  | PG   | Andō, Seiya        | 1992–07–15     | Alvark Tokyo            | 181 cm |            |
| 13 | SG   | Andō, Shūto        | 1994–06–13     | Nagoya Diamond Dolphins | 190 cm |            |
| 88 | SF   | Harimoto, Tenketsu | 1992–01–08     | Nagoya Diamond Dolphins | 198 cm |            |
| 6  | SG   | Hiejima, Makoto    | 1990–04–11     | Utsunomiya Brex         | 191 cm |            |
| 14 | SG   | Kanamaru, Kosuke   | 1989–03–08     | Seahorses Mikawa        | 192 cm |            |
| 0  | PF   | Rossiter, Ryan     | 1989–09–14     | Utsunomiya Brex         | 207 cm |            |
| 32 | C    | Schafer, Avi       | 1998–01–28     | Shiga Lakestars         | 206 cm |            |
| 15 | PF   | Takeuchi, Jōji     | 1985–01–29     | Alvark Tokyo            | 207 cm |            |
| 10 | PF   | Takeuchi, Kōsuke   | 1985–01–29     | Utsunomiya Brex         | 207 cm |            |
| 24 | SG   | Tanaka, Daiki      | 1991–09–03     | Alvark Tokyo            | 192 cm |            |
| 2  | PG   | Togashi, Yūki      | 1993–07–30     | Chiba Jets Funabashi    | 167 cm |            |
| 9  | PG   | Vendrame, Leo      | 1993–11–14     | Sun Rockers Shibuya     | 186 cm |            |

Selekcjoner:  Julio Lamas
 Asystenci: Mandore Elman • Kenichi Sako